# دانا كيرك
دانا كيرك (بالإنجليزية: Dana Kirk)‏ هو مدرب كرة سلة أمريكي، ولد في 23 يوليو 1935، وتوفي في 15 فبراير 2010 في ممفيس في الولايات المتحدة بسبب نوبة قلبية.